# Gare de Carpentras
Gare de Carpentras vasútállomás Franciaországban, Carpentras településen.

## Vasútvonalak
Az állomást az alábbi vasútvonalak érintik:
- Sorgues-Châteauneuf-du-Pape à Carpentras-vasútvonal
- Orange-l’Isle - Fontaine-de-Vaucluse-vasútvonal

## Kapcsolódó állomások
A vasútállomáshoz az alábbi állomások vannak a legközelebb:
- Gare de Monteux (Gare d’Avignon TGV)